# Myrmus
Myrmus is een geslacht van wantsen uit de familie glasvleugelwantsen (Rhopalidae). Het geslacht werd voor het eerst wetenschappelijk beschreven door Carl Wilhelm Hahn in 1832.

## Soorten
Het genus bevat de volgende soorten:

- Myrmus calcaratus Reuter, 1891
- Myrmus glabellus Horváth, 1901
- Myrmus lateralis Hsiao, 1964
- Myrmus miriformis (Fallén, 1807)